# Deichselrecht
Deichselrecht war im deutschen Rechtswesen ein Gesetz, womit der Besitzer einer Kutsche das Recht bekam, die Deichsel bei an der Grundstücksgrenze gelegenen Schuppen oder Scheunen durch eine in der Wand angebrachte Öffnung, das Deichselloch, auf des Nachbars Grundstück oder Garten reichen zu lassen. Dafür hatte der Belastete gewöhnlich das Recht, an der Wand des jenseitigen Gebäudes unter dem Schutz der Bedachung seine Räder, Leitern und andere Gerätschaften aufzustellen oder aufzuhängen und ins Trockene zu bringen.
Auch das Trinkgeld für Fuhrknechte wurde Deichselrecht genannt.